# Präfekt (Italien)

Emblem des italienischen Präfektenkorps

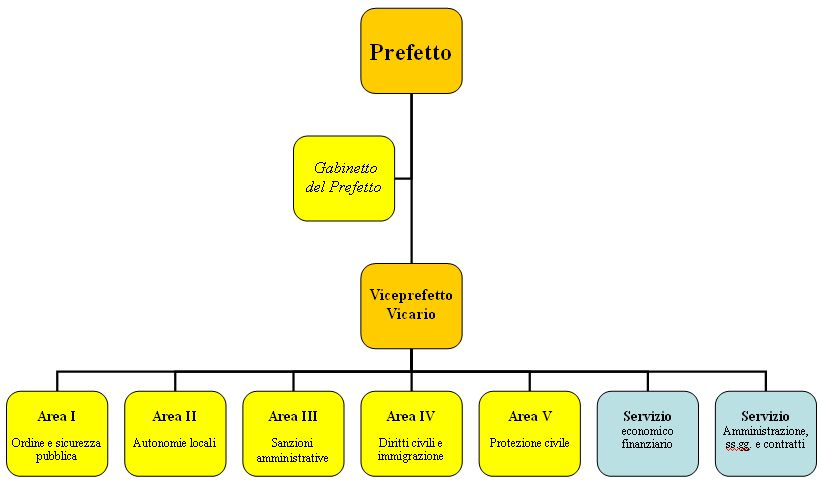
Schematischer Aufbau einer italienischen Präfektur

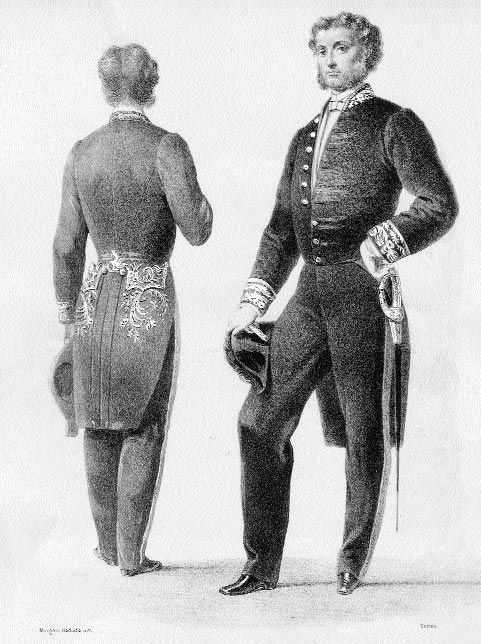
Italienische Präfekten in Uniform, 19. Jahrhundert

Ein Präfekt (italienisch prefetto) bezeichnet in Italien den Titel eines höheren Verwaltungsbeamten. Der Begriff stammt von lateinisch praefectus (von praeficere = „vorsetzen“), bedeutet im allgemeinen Wortsinn Vorsteher oder Vorgesetzter und bezieht sich historisch auf den Präfekten im Römischen Reich.
Da der italienische Nationalstaat 1861 aus dem Königreich Sardinien-Piemont hervorging, dessen Verwaltung nach napoleonisch-französischem Muster organisiert war, unterscheiden sich die Funktionen der Präfekten Italiens und Frankreichs nur unwesentlich.

## Funktionen
Innerhalb des höheren italienischen Verwaltungsdienstes bilden die Präfekten eine besondere, in mehrere Stufen unterteilte Laufbahngruppe. Präfekten sind im Innenministerium oder in dessen Geschäftsbereich angesiedelten Behörden und Organisationen leitend tätig. Sie können aber auch in anderen Bereichen der Regierung (z. B. als Leiter der Nachrichtendienste oder im Amt des Ministerpräsidenten) arbeiten. Ihre Hauptaufgabe ist jedoch die Vertretung der Zentralregierung in den Provinzen: In jeder Provinz Italiens existiert eine Prefettura, ufficio territoriale del governo (Präfektur – Territoriales Amt der Regierung). Die Präfekten tragen die oberste Verantwortung für die öffentliche Sicherheit und Ordnung in den Provinzen. Sie beaufsichtigen die Arbeit der dezentralen nationalen Behörden. Auch die Auftragsverwaltung der Gemeinden (Standes- und Meldeämter) unterliegt der Aufsicht der Präfekten.
In den Regionen führte ein als Regierungskommissar bezeichneter Beamter, i. d. R. ebenfalls ein Präfekt, die Aufsicht über die dezentralen nationalen Behörden auf regionaler Ebene und zugleich die verwaltungsrechtliche Aufsicht über die Regionalregierung. Regionale Gesetze konnten nur dann in Kraft treten, wenn sie mit dem Sichtvermerk des Regierungskommissars versehen waren.

## Reformen
In Italien wurde daher im Rahmen der Föderalisierungsbestrebungen wiederholt gefordert, die napoleonischen Präfekten, insbesondere die Regierungskommissare, abzuschaffen. Sie galten als Aufpasser, die nicht in ein modernes, nach dem Prinzip der Subsidiarität aufgebautes Staatswesen zu passen schienen, ein Relikt aus einer Zeit, in der es im Königreich Italien noch keine eigenständigen Regionen gab und die Selbstverwaltungsrechte der Provinzen und Gemeinden noch nicht besonders ausgeprägt, oder unter dem Faschismus weitgehend abgeschafft waren.
Durch eine umfangreiche Verfassungsreform im Jahre 2001 wurde die verwaltungsrechtliche Aufsicht gegenüber der lokalen Gebietskörperschaften aufgehoben und die Autonomie von Gemeinden und Provinzen gestärkt. Das Amt des Präfekten bleibt in seiner Rolle als Aufseher der dezentralen nationalen Behörden aber bestehen. In Notfällen, z. B. bei Naturkatastrophen und Unfällen, hat sich immer wieder gezeigt, dass die Koordinierungs- und Führungskompetenzen der Präfekten überaus nützlich sind.
Auf regionaler Ebene wurden die Regierungskommissare abgeschafft. Insbesondere der Sichtvermerk für das Inkrafttreten regionaler Gesetze ist weggefallen. Der Präfekt in der Regionalhauptstadt nimmt heute eher eine Mittlerrolle zwischen der nationalen und der regionalen Regierung ein („Botschafter im Inneren“), um die Einhaltung der fairen Zusammenarbeit (leale collaborazione) zu gewährleisten.

## Sonderfälle
In der autonomen Region Aostatal gibt es keinen Präfekten. Dessen Funktionen werden vom Präsidenten der Region direkt ausgeübt.
In den autonomen Provinzen Bozen und Trient ist das Regierungskommissariat ausnahmsweise nicht abgeschafft worden. Dennoch ist das Amt abgeschwächt worden (Wegfall des Sichtvermerks). Nicht einmal die vollständigen Funktionen eines Präfekten stehen den Regierungskommissären in Südtirol und Trentino zu. Diese werden mit dem jeweiligen Landeshauptmann geteilt.

## Amtsbezeichnungen
Die Prefäktenlaufbahn orientierte sich lange an der Laufbahn des höheren Dienstes in der allgemeinen italienischen Ministerialverwaltung und teilte mit dieser weitgehend die Bezeichnungen der unteren Ämter. Ab Anfang der 1980er Jahre ging man bei Staatsdienern bis zum Äquivalent eines Regierungsdirektors (A15) im Allgemeinen zu Beschäftigungsverhältnissen privatrechtlicher Natur über, zum Teil auch bei den höheren Ämtern. Ausgenommen blieb unter anderem die Prefäktenlaufbahn, die aber im Zug der Reformen vereinfacht wurde. Nachstehend eine kurze tabellarische Übersicht zur Entwicklung der Laufbahn. Die Amtsbezeichnung Consigliere lässt sich je nach Anzahl der italienischen Rangstufen mit den deutschen Amtsbezeichnungen Regierungsrat, Oberregierungsrat oder Regierungsdirektor vergleichen, die weiteren dann vom Ministerialrat bis zum Ministerialdirektor.
Die unter den jeweiligen Jahreszahlen vertikal gelisteten Reihenfolgen stehen jeweils für sich allein, horizontale Vergleiche sind nicht oder nicht immer möglich.
| 1871                                                  | 1923                      | 1957                      | 1982                            | 2000                  |
| ----------------------------------------------------- | ------------------------- | ------------------------- | ------------------------------- | --------------------- |
| Prefetto di I classe                                  | Prefetto di I classe      | Prefetto di I classe      | Prefetto di I classe            | Prefetto              |
| Prefetto di II classe                                 | Prefetto di II classe     | Prefetto                  | Prefetto                        | Viceprefetto          |
| Prefetto di III classe                                | Viceprefetto di I classe  | Viceprefetto              | Viceprefetto                    | Viceprefetto aggiunto |
| Consigliere di I classe - Sottoprefetto di I Classe   | Viceprefetto di II classe | Viceprefetto ispettore    | Viceprefetto ispettore          | Consigliere           |
| Consigliere di II classe - Sottoprefetto di II Classe | Consigliere di I classe   | Direttore di sezione      | Viceprefetto ispettore aggiunto |                       |
| Consigliere di III classe - Commissario distrettuale  | Consigliere di II classe  | Consigliere di I classe   | Direttore di sezione            |                       |
| Segretario di I classe                                | Primo segretario          | Consigliere di II classe  | Consigliere di Prefettura       |                       |
| Segretario di II classe                               | Segretario                | Consigliere di III classe | Viceconsigliere di Prefettura   |                       |
| Sottosegretario                                       | Vicesegretario            |                           |                                 |                       |

Im Lauf der Zeit gab es noch weitere Variationen, die hier nicht berücksichtigt wurden. Bei Bedarf wurden immer wieder sogenannte „politische Präfekte“ direkt ernannt. Sie durchliefen nicht die oben dargestellten Laufbahnen, sondern erhielten das oberste Präfektenamt aus politischen Gründen direkt. Vor allem im 19. Jahrhundert wurden auf diese Weise einflussreiche Politiker, auch ehemalige Minister, mit Präfektenposten bedacht.